# Владимировский сельсовет (Туркменский район)
Владимировский сельсовет — упразднённое сельское поселение в Туркменском районе Ставропольского края России.
Административный центр — посёлок Владимировка.

## История
Статус и границы сельского поселения установлены Законом Ставропольского края от 4 октября 2004 г. № 88-КЗ «О наделении муниципальных образований Ставропольского края статусом городского, сельского поселения, городского округа, муниципального района».
С 16 марта 2020 года, в соответствии с Законом Ставропольского края от 31 января 2020 г. № 15-кз, все муниципальные образования Туркменского муниципального района были преобразованы путём их объединения в единое муниципальное образование Туркменский муниципальный округ.

## Население
| 1989  | 2002  | 2010  | 2011  | 2012  | 2013  | 2014  |
| ----- | ----- | ----- | ----- | ----- | ----- | ----- |
| 1392  | ↗1533 | ↗1569 | ↘1567 | ↘1547 | ↘1517 | ↘1485 |
| 2015  | 2016  | 2017  | 2018  | 2019  | 2020  |       |
| →1485 | ↗1487 | ↗1491 | ↘1486 | ↘1460 | ↗1465 |       |

## Состав сельского поселения
| № | Населённый пункт | Тип населённого пункта          | Население |
| - | ---------------- | ------------------------------- | --------- |
| 1 | Владимировка     | посёлок, административный центр | ↘1010     |
| 2 | Маштак-Кулак     | аул                             | ↘300      |